# Chalcoscirtus vietnamensis
Chalcoscirtus vietnamensis là một loài nhện trong họ Salticidae.
Loài này thuộc chi Chalcoscirtus. Chalcoscirtus vietnamensis được Marek Żabka mô tả năm 1985.